# Cerro de las Campanas (Chiapas)
Cerro de las Campanas es un pequeño pueblo mexicano que se ubica al norte del estado mexicano de Chiapas, en el municipio de Solosuchiapa. Se encuentra en las Montañas del Norte, presentando un relieve montañoso, sus coordenadas geográficas son 17º 26"N y 93º 02"W. Población total, 2010. 8,065.
Limita al norte con Ixtapangajoya, al este con Amatán, al sur con Ixhuatán y al oeste con Chapultenango e Ixtacomitán.

## Geografía física

### Extensión

Municipio de Solosuchiapa - Chiapas

Su extensión territorial es de 362.70 km² que representan el 5.94% de la superficie de la región Norte y el 0.47% de la superficie estatal. Su altitud es de 160 m.
	

### Hidrografía
Sus afluentes lo constituyen los ríos Amatán, La Sierra, Negro y el Arroyo Moquimba.

### Clima
Es cálido húmedo con lluvias todo el año.

### Ecosistemas
La vegetación es de selva alta.  

### Fiestas
Celebración del Sagrado Corazón de Jesus

### Gastronomía
Dentro de la comida típica de este municipio figuran el estofado, caldo de res, tamales de chipilin con queso y de fríjol. Dulces tradicionales como la melcocha, chilacayote en dulce, higos y caramelos. En cuanto a sus bebidas podemos mencionar el pozol blanco y de cacao, aguas frescas de frutas de la región y el aguardiente de caña.

### Centros Turísticos
El río y sus innumerables cascadas.

## Historia
La región zoque de Chiapas fue conquistada en 1524 por el capitán español Luis Marín. Al no poder consolidar la conquista, Luis Marín se regresa a la Villa del Espíritu Santo en Coatzacoalcos. Desde tiempo inmemorial existía una aldea con el nombre de Sulusuchiapa habitada por indios zoques que tenían parentesco con los mixes de Oaxaca. En esa época existía un camino que unía a Copainala con Tabasco que atravesaba al actual territorio del municipio. Durante la primera parte de la colonia, los misionerosespañoles establecidos en la región dieron a Solosuchiapa las bases de su organización colonial. 
el cual está situado en medio de cuatro cerros muy altos, a la vega del río expresado. es de temperamento caliente y húmedo.

### Hechos históricos
- 1768 El 19 de junio se hace la primera división territorial interna de la provincia de Chiapas, quedando el municipio dentro de la alcaldía mayor de la Ciudad Rural.
- 1774 Figura dentro de la lista de los pueblos y sus anexos.
- 1778 Solosuchiapa contaba con 70 habitantes en su mayoría indígenas zoques.
- 1910 Se creó el departamento de Pichucalco al que pasó a pertenecer Solosuchiapa.
- 1915 Desaparecen las jefaturas políticas y se crean 59 municipios libres, estando este dentro de la primera remunicipalizacion.
- 1944 El 23 de febrero por decreto promulgado por el Dr. Rafael Pascacio Gamboa gobernador constitucional del estado de Chiapas, Solosuchiapa fue elevado a categoría de segunda.
- 1983 Para efectos de planeación se ubica en al Región V Norte.